# Lucas Cordalis/Diskografie
Diese Diskografie ist eine Übersicht über die musikalischen Werke des deutschen Schlagersängers, Autoren und Musikproduzenten Lucas Cordalis und seiner Pseudonyme wie Luke Skywalker oder Luco. Seine erfolgreichste Veröffentlichung ist die Autorenbeteiligung Baby Come Back (Worlds Apart) mit über 250.000 verkauften Einheiten.

## Alben

### Studioalben
| Jahr | Titel Musiklabel                             | Höchstplatzierung, Gesamtwochen, AuszeichnungChartplatzierungen (Jahr, Titel, Musiklabel, Platzierungen, Wochen, Auszeichnungen, Anmerkungen) | Höchstplatzierung, Gesamtwochen, AuszeichnungChartplatzierungen (Jahr, Titel, Musiklabel, Platzierungen, Wochen, Auszeichnungen, Anmerkungen) | Höchstplatzierung, Gesamtwochen, AuszeichnungChartplatzierungen (Jahr, Titel, Musiklabel, Platzierungen, Wochen, Auszeichnungen, Anmerkungen) | Höchstplatzierung, Gesamtwochen, AuszeichnungChartplatzierungen (Jahr, Titel, Musiklabel, Platzierungen, Wochen, Auszeichnungen, Anmerkungen) | Anmerkungen                              |
| Jahr | Titel Musiklabel                             | DE | AT | CH | UK | Anmerkungen                              |
| ---- | -------------------------------------------- | --- | --- | --- | --- | ---------------------------------------- |
| 2014 | I Have a Dream Cordalis Records (LuCo-Music) | — | — | — | — | Erstveröffentlichung: 19. September 2014 |
| 2022 | Lucas Cordalis Telamo (WMG)                  | DE6 (3 Wo.)DE | AT17 (2 Wo.)AT | CH20 (2 Wo.)CH | — | Erstveröffentlichung: 22. Juli 2022      |

### Gemeinschaftsalben
| Jahr | Titel Musiklabel                                  | Höchstplatzierung, Gesamtwochen, AuszeichnungChartplatzierungen (Jahr, Titel, Musiklabel, Platzierungen, Wochen, Auszeichnungen, Anmerkungen) | Höchstplatzierung, Gesamtwochen, AuszeichnungChartplatzierungen (Jahr, Titel, Musiklabel, Platzierungen, Wochen, Auszeichnungen, Anmerkungen) | Höchstplatzierung, Gesamtwochen, AuszeichnungChartplatzierungen (Jahr, Titel, Musiklabel, Platzierungen, Wochen, Auszeichnungen, Anmerkungen) | Höchstplatzierung, Gesamtwochen, AuszeichnungChartplatzierungen (Jahr, Titel, Musiklabel, Platzierungen, Wochen, Auszeichnungen, Anmerkungen) | Anmerkungen                                                            |
| Jahr | Titel Musiklabel                                  | DE | AT | CH | UK | Anmerkungen                                                            |
| ---- | ------------------------------------------------- | --- | --- | --- | --- | ---------------------------------------------------------------------- |
| 1997 | Viva la noche Electrola (EMI)                     | DE60 (4 Wo.)DE | — | — | — | Erstveröffentlichung: 8. August 1997 mit Costa Cordalis als Cordalis   |
| 1998 | Party Tropical Electrola (EMI)                    | DE61 (4 Wo.)DE | AT33 (2 Wo.)AT | — | — | Erstveröffentlichung: 31. August 1998 mit Costa Cordalis als Cordalis  |
| 1999 | Heiße Nacht Electrola (EMI)                       | DE87 (1 Wo.)DE | — | — | — | Erstveröffentlichung: 1999 mit Costa Cordalis als Cordalis             |
| 2000 | Hasta la vista, Baby Jupiter Records (BMG Ariola) | — | — | — | — | Erstveröffentlichung: 28. August 2000 mit Costa Cordalis als Cordalis  |
| 2003 | Athen 2004 Da Records (Da Music)                  | — | — | — | — | Erstveröffentlichung: 16. August 2003 mit Costa Cordalis als Cordalis  |
| 2004 | Ich sag’ hallo zu dir Da Records (Da Music)       | — | — | — | — | Erstveröffentlichung: 8. November 2004 mit Costa Cordalis als Cordalis |
| 2006 | Das Leben ist schön Monopol Records (Da Music)    | — | — | — | — | Erstveröffentlichung: 6. Oktober 2006 mit Costa Cordalis als Cordalis  |
| 2013 | Gib mir Deine Liebe Sonia Records (Da Music)      | — | — | — | — | Erstveröffentlichung: 1. November 2013 mit Costa Cordalis als Cordalis |

### Weihnachtsalben
| Jahr | Titel Musiklabel                         | Höchstplatzierung, Gesamtwochen, AuszeichnungChartplatzierungen (Jahr, Titel, Musiklabel, Platzierungen, Wochen, Auszeichnungen, Anmerkungen) | Höchstplatzierung, Gesamtwochen, AuszeichnungChartplatzierungen (Jahr, Titel, Musiklabel, Platzierungen, Wochen, Auszeichnungen, Anmerkungen) | Höchstplatzierung, Gesamtwochen, AuszeichnungChartplatzierungen (Jahr, Titel, Musiklabel, Platzierungen, Wochen, Auszeichnungen, Anmerkungen) | Höchstplatzierung, Gesamtwochen, AuszeichnungChartplatzierungen (Jahr, Titel, Musiklabel, Platzierungen, Wochen, Auszeichnungen, Anmerkungen) | Anmerkungen                                                            |
| Jahr | Titel Musiklabel                         | DE | AT | CH | UK | Anmerkungen                                                            |
| ---- | ---------------------------------------- | --- | --- | --- | --- | ---------------------------------------------------------------------- |
| 2015 | Frohe Weihnachten Yoyomania (MCP)        | — | — | — | — | Erstveröffentlichung: 6. November 2015 mit Costa Cordalis als Cordalis |
| 2016 | Frohe Weihnachten El Cartel Media (Sony) | DE81 (1 Wo.)DE | — | — | — | Erstveröffentlichung: 2. Dezember 2016 mit Daniela Katzenberger        |

## Singles

### Als Leadmusiker
| Jahr | Titel Album                                     | Höchstplatzierung, Gesamtwochen, AuszeichnungChartplatzierungen (Jahr, Titel, Album, Platzierungen, Wochen, Auszeichnungen, Anmerkungen) | Höchstplatzierung, Gesamtwochen, AuszeichnungChartplatzierungen (Jahr, Titel, Album, Platzierungen, Wochen, Auszeichnungen, Anmerkungen) | Höchstplatzierung, Gesamtwochen, AuszeichnungChartplatzierungen (Jahr, Titel, Album, Platzierungen, Wochen, Auszeichnungen, Anmerkungen) | Höchstplatzierung, Gesamtwochen, AuszeichnungChartplatzierungen (Jahr, Titel, Album, Platzierungen, Wochen, Auszeichnungen, Anmerkungen) | Anmerkungen                                                                                               |
| Jahr | Titel Album                                     | DE | AT | CH | UK | Anmerkungen                                                                                               |
| ---- | ----------------------------------------------- | --- | --- | --- | --- | --- |
| 1992 | Satellite –                                     | — | — | — | — | Erstveröffentlichung: 1992 Original: Blue System                                                          |
| 1995 | Little Jesus –                                  | — | — | — | — | Erstveröffentlichung: 9. Februar 1995 als Skywalker                                                       |
| 1997 | Viva la noche ’97 Viva la noche                 | DE61 (9 Wo.)DE | — | — | — | Erstveröffentlichung: 5. Mai 1997 mit Costa Cordalis als Cordalis                                         |
| 1997 | Vamos a la playa Viva la noche                  | — | — | — | — | Erstveröffentlichung: 2. Oktober 1997 mit Costa Cordalis als Cordalis                                     |
| 1998 | Partymann Party Tropical                        | — | AT35 (6 Wo.)AT | — | — | Erstveröffentlichung: 20. Mai 1998 mit Costa Cordalis als Cordalis                                        |
| 1998 | Hier kommt Cordalis Party Tropical              | — | — | — | — | Erstveröffentlichung: 31. August 1998 mit Costa Cordalis als Cordalis                                     |
| 1999 | Heiße Nacht                                     | — | — | — | — | Erstveröffentlichung: 14. Juni 1999 mit Costa Cordalis als Cordalis                                       |
| 2000 | La felicidad Hasta la vista Baby                | — | — | — | — | Erstveröffentlichung: 8. Mai 2000 mit Costa Cordalis als Cordalis                                         |
| 2000 | Hey Baby Hasta la vista Baby                    | — | — | — | — | Erstveröffentlichung: 21. August 2000 mit Costa Cordalis als Cordalis Original: Bruce Channel             |
| 2003 | Königin der Nacht Athen 2004                    | — | — | — | — | Erstveröffentlichung: 4. August 2003 mit Costa Cordalis als Cordalis                                      |
| 2004 | Jungle Beat Ich sag’ hallo zu dir               | DE65 (5 Wo.)DE | — | — | — | Erstveröffentlichung: 19. Januar 2004 mit Costa Cordalis als Cordalis                                     |
| 2005 | Pisten-Party Polizei Ich sag’ hallo zu dir      | — | — | — | — | Erstveröffentlichung: 24. Januar 2005 mit Costa Cordalis als Cordalis                                     |
| 2005 | Sexy Sexy Lady –                                | — | — | — | — | Erstveröffentlichung: 25. Juli 2005 mit Costa Cordalis als Cordalis                                       |
| 2006 | Wir stehen auf für den Champion –               | — | — | — | — | Erstveröffentlichung: 7. April 2006 mit Costa Cordalis als Cordalis                                       |
| 2007 | Weißer Anzug Das Leben ist schön                | — | — | — | — | Erstveröffentlichung: 23. Februar 2007 mit Costa Cordalis als Cordalis Original: Juanes – La camisa negra |
| 2009 | Ritmo de la noche –                             | — | — | — | — | Erstveröffentlichung: 28. Au mit Costa Cordalis als Cordalis                                              |
| 2011 | Alle Leut –                                     | — | — | — | — | Erstveröffentlichung: 15. Juli 2011 mit Costa Cordalis als Cordalis                                       |
| 2012 | Wir trinken Ouzo mit guten Freunden –           | — | — | — | — | Erstveröffentlichung: 23. April 2012 mit Costa Cordalis als Cordalis                                      |
| 2013 | I Have a Dream                                  | — | — | — | — | Erstveröffentlichung: 2013                                                                                |
| 2014 | Children of the Future I Have a Dream           | — | — | — | — | Erstveröffentlichung: 19. September 2014                                                                  |
| 2016 | I Wanna Be Loved by You –                       | — | — | — | — | Erstveröffentlichung: 29. März 2016 mit Daniela Katzenberger; Original: Helen Kane                        |
| 2016 | 1000 Sünden –                                   | — | — | — | — | Erstveröffentlichung: 13. Mai 2016 mit Costa Cordalis als Cordalis                                        |
| 2020 | Anita –                                         | — | — | — | — | Erstveröffentlichung: 10. Januar 2020 Original: Costa Cordalis                                            |
| 2020 | 1, 2, 3 Family –                                | — | — | — | — | Erstveröffentlichung: 5. Juni 2020 mit Daniela Katzenberger                                               |
| 2020 | Verflixtes 7. Jahr –                            | — | — | — | — | Erstveröffentlichung: 24. Juli 2020 mit Daniela Katzenberger                                              |
| 2022 | Holt mich hier raus –                           | — | — | — | — | Erstveröffentlichung: 21. Januar 2022                                                                     |
| 2022 | Wir haben uns sowas von verdient Lucas Cordalis | — | — | — | — | Erstveröffentlichung: 17. Juni 2022 mit Daniela Katzenberger                                              |
| 2022 | Versprochen, dass es weitergeht Lucas Cordalis  | — | — | — | — | Erstveröffentlichung: 8. Juli 2022                                                                        |

### Als Gastmusiker
| Jahr | Titel Album                      | Anmerkungen                                                               |
| ---- | -------------------------------- | ------------------------------------------------------------------------- |
| 1996 | Magic Summernight –              | Erstveröffentlichung: 1996 Joker Three feat. Luca                         |
| 2019 | Feuer der Nacht Das letzte Album | Erstveröffentlichung: 30. August 2019 Costa Cordalis feat. Lucas Cordalis |

## Musikvideos
| Jahr | Titel                            | Regie |
| ---- | -------------------------------- | ----- |
| 2016 | I Wanna Be Loved by You          |       |
| 2019 | Feuer der Nacht                  |       |
| 2022 | Wir haben uns sowas von verdient |       |
| 2022 | Versprochen, dass es weitergeht  |       |

## Autorenbeteiligungen und Produktionen
Lucas Cordalis als Autor (A) und Produzent (P) in den Singlecharts

| Jahr | Titel Interpretation                           | Höchstplatzierung, Gesamtwochen, AuszeichnungChartplatzierungen (Jahr, Titel, Interpretation, Platzierungen, Wochen, Auszeichnungen, Anmerkungen) | Höchstplatzierung, Gesamtwochen, AuszeichnungChartplatzierungen (Jahr, Titel, Interpretation, Platzierungen, Wochen, Auszeichnungen, Anmerkungen) | Höchstplatzierung, Gesamtwochen, AuszeichnungChartplatzierungen (Jahr, Titel, Interpretation, Platzierungen, Wochen, Auszeichnungen, Anmerkungen) | Höchstplatzierung, Gesamtwochen, AuszeichnungChartplatzierungen (Jahr, Titel, Interpretation, Platzierungen, Wochen, Auszeichnungen, Anmerkungen) | Anmerkungen                                                 |
| Jahr | Titel Interpretation                           | DE | AT | CH | UK | Anmerkungen                                                 |
| ---- | ---------------------------------------------- | --- | --- | --- | --- | ----------------------------------------------------------- |
| 1993 | Everybody Needs Somebody A Masterboy           | DE41 (9 Wo.)DE | AT24 (2 Wo.)AT | — | UK91 (1 Wo.)UK | Erstveröffentlichung: August 1993                           |
| 1994 | Feel the Heat of the Night A Masterboy         | DE8 (17 Wo.)DE | AT10 (12 Wo.)AT | CH16 (16 Wo.)CH | UK82 (1 Wo.)UK | Erstveröffentlichung: Juli 1994                             |
| 1994 | Is This the Love A Masterboy                   | DE11 (13 Wo.)DE | AT8 (12 Wo.)AT | CH20 (8 Wo.)CH | — | Erstveröffentlichung: November 1994                         |
| 1995 | Generation of Love A Masterboy                 | DE16 (14 Wo.)DE | AT15 (9 Wo.)AT | CH19 (14 Wo.)CH | — | Erstveröffentlichung: 2. Juni 1995                          |
| 1995 | Anybody (Movin’ On) A Masterboy                | DE26 (12 Wo.)DE | AT20 (10 Wo.)AT | CH29 (9 Wo.)CH | — | Erstveröffentlichung: September 1995                        |
| 1995 | Baby Come Back A Worlds Apart                  | DE18 (18 Wo.)DE | AT27 (9 Wo.)AT | CH5 (17 Wo.)CH | — | Erstveröffentlichung: 7. September 1995 Verkäufe: + 250.000 |
| 1996 | Land of Dreaming A Masterboy                   | DE12 (17 Wo.)DE | AT26 (6 Wo.)AT | CH20 (11 Wo.)CH | UK80 (1 Wo.)UK | Erstveröffentlichung: 3. Januar 1996                        |
| 1996 | Love Message A, P Love Message                 | DE4 (20 Wo.)DE | AT12 (12 Wo.)AT | CH12 (13 Wo.)CH | — | Erstveröffentlichung: 5. Februar 1996                       |
| 1996 | Give Me the Light A, P Ice MC                  | DE48 (9 Wo.)DE | AT30 (7 Wo.)AT | CH42 (3 Wo.)CH | — | Erstveröffentlichung: 29. April 1996                        |
| 1996 | Mister Feeling A Masterboy                     | DE12 (14 Wo.)DE | AT20 (12 Wo.)AT | CH16 (10 Wo.)CH | — | Erstveröffentlichung: 15. Juli 1996                         |
| 1996 | Show Me Colours A Masterboy                    | DE24 (8 Wo.)DE | AT23 (7 Wo.)AT | CH42 (3 Wo.)CH | — | Erstveröffentlichung: 7. Oktober 1996                       |
| 1997 | Just for You A Masterboy                       | DE50 (9 Wo.)DE | — | CH50 (1 Wo.)CH | — | Erstveröffentlichung: 27. Januar 1997                       |
| 1997 | Viva la noche ’97 A, P Cordalis                | DE61 (9 Wo.)DE | — | — | — | Erstveröffentlichung: 5. Mai 1997                           |
| 1997 | La ola Hand in Hand A Masterboy                | DE44 (6 Wo.)DE | — | — | — | Erstveröffentlichung: 28. Juli 1997                         |
| 1998 | Partymann A, P Cordalis                        | — | AT35 (6 Wo.)AT | — | — | Erstveröffentlichung: 20. Mai 1998                          |
| 1998 | Dancin’ Forever A Masterboy                    | DE55 (1 Wo.)DE | — | — | — | Erstveröffentlichung: 5. Oktober 1998                       |
| 2004 | Jungle Beat A Cordalis                         | DE65 (5 Wo.)DE | — | — | — | Erstveröffentlichung: 19. Januar 2004                       |
| 2005 | Love Message A Klubbingman feat. Trixi Delgado | DE96 (1 Wo.)DE | — | — | — | Erstveröffentlichung: 4. November 2005                      |

## Sonderveröffentlichungen

### Alben
| Jahr | Titel Musiklabel              | Anmerkungen                                                 |
| ---- | ----------------------------- | ----------------------------------------------------------- |
| 2016 | My Star Da Records (Da Music) | Erstveröffentlichung: 1. Juli 2016 Teil der „My-Star“-Reihe |

### Lieder
| Jahr | Titel Album                                        | Anmerkungen |
| ---- | -------------------------------------------------- | --- |
| 2019 | Feuer der Nacht Das letzte Album                   | Erstveröffentlichung: 22. November 2019 Costa Cordalis feat. Lucas Cordalis                                                              |
| 2020 | Feliz Navidad World of Christmas                   | Erstveröffentlichung: 10. Oktober 2020 Peter Klein feat. Lucas Cordalis; Original: José Feliciano                                        |
| 2021 | Wenn der Regen auf uns fällt Zurück in die Zukunft | Erstveröffentlichung: 20. August 2021 LaFee feat. Lucas Cordalis; Original: Jermaine Jackson & Pia Zadora – When the Rain Begins to Fall |
| 2021 | Der Boxer Wie du – Hommage an meinen Vater         | Erstveröffentlichung: 29. Oktober 2021 Art Garfunkel Jr. feat. Lucas Cordalis; Original: Simon & Garfunkel – The Boxer                   |

| Jahr | Titel Interpretation                   | Anmerkungen                             |
| ---- | -------------------------------------- | --------------------------------------- |
| 1994 | How Can I? Men Behind                  | Erstveröffentlichung: 1994              |
| 1994 | Let The Dream Come True DJ Bobo        | Erstveröffentlichung: 1. September 1994 |
| 1995 | Save Me Activate!                      | Erstveröffentlichung: 5. Januar 1995    |
| 1996 | Anyone But You Princessa               | Erstveröffentlichung: 6. September 1996 |
| 1996 | Change the People’s Hearts Errol Brown | Erstveröffentlichung: 1996              |
| 1997 | Try to Say I’m Sorry Princessa         | Erstveröffentlichung: 1997              |

## Statistik

### Chartauswertung

#### Albumcharts
|                     | DE    | AT    | CH    | UK    |
| ------------------- | ----- | ----- | ----- | ----- |
| Nummer-eins-Alben   | DE—DE | AT—AT | CH—CH | UK—UK |
| Top-10-Alben        | DE1DE | AT—AT | CH—CH | UK—UK |
| Alben in den Charts | DE4DE | AT2AT | CH1CH | UK—UK |

#### Singlecharts
Interpretationen
|                       | DE    | AT    | CH    | UK    |
| --------------------- | ----- | ----- | ----- | ----- |
| Nummer-eins-Singles   | DE—DE | AT—AT | CH—CH | UK—UK |
| Top-10-Singles        | DE—DE | AT—AT | CH—CH | UK—UK |
| Singles in den Charts | DE2DE | AT1AT | CH—CH | UK—UK |

|                       | DE     | AT     | CH     | UK    |
| --------------------- | ------ | ------ | ------ | ----- |
| Nummer-eins-Singles   | DE—DE  | AT—AT  | CH—CH  | UK—UK |
| Top-10-Singles        | DE2DE  | AT2AT  | CH1CH  | UK—UK |
| Singles in den Charts | DE17DE | AT12AT | CH11CH | UK3UK |

|                       | DE    | AT    | CH    | UK    |
| --------------------- | ----- | ----- | ----- | ----- |
| Nummer-eins-Singles   | DE—DE | AT—AT | CH—CH | UK—UK |
| Top-10-Singles        | DE1DE | AT—AT | CH—CH | UK—UK |
| Singles in den Charts | DE3DE | AT3AT | CH2CH | UK—UK |

### Auszeichnungen für Musikverkäufe
| Goldene Schallplatte - Frankreich - 1996: für die Autorenbeteiligung Baby Come Back |

| Land/RegionAuszeichnungen für Musikverkäufe (Land/Region, Auszeichnungen, Verkäufe, Quellen) | Gold  | Platin | Verkäufe | Quellen         |
| -------------------------------------------------------------------------------------------- | ----- | ------ | -------- | --------------- |
| Frankreich (SNEP)                                                                            | Gold1 | —      | 250.000  | snepmusique.com |
| Insgesamt                                                                                    | Gold1 | —      |          |                 |